# 竹村こずえ
竹村 こずえ（たけむら こずえ、1978年8月8日 - ）は日本の演歌歌手。本名は竹村 こず恵。滋賀県・栗東市出身。レコード会社は日本クラウン。所属事務所はクラウンミュージック

## 経歴
「NHKのど自慢」でチャンピオンを2回獲得、その他ABCテレビ「ザ・エンカメ」、KBSテレビ「演歌ドットコム」、びわ湖放送「歌よう天国」など数々のカラオケ大会番組で優勝の経験をもつ。カラオケ大会や番組を通じて、地元滋賀から関西地区へと関係者内に知られる事となり、その噂はレコード会社事務所関係者の耳にも入りデビューを果たした。
2014年4月日本クラウンより「能登の海鳴り」で歌手デビュー。
デビューして2ヶ月後には「NHK歌謡コンサート」に出演するなど活躍の幅を一気に広げると、高音の魅力でカラオケファンを掴み、シングルマザーとして頑張る姿に同世代や親世代の支持を得る。またトラックの運転手をしていた経歴から、現役のトラック運転手にも広く支持されている。

## エピソード
シングルマザーで、元トラック運転手という経歴をもっている。

## ディスコグラフィ

### シングル
- 全て日本クラウンからリリース。

| #  | 発売日         | 曲順 | タイトル               | 作詞       | 作曲     | 編曲       | オリコン 最高順位 | 規格品番  |
| -- | -------------- | ---- | ---------------------- | ---------- | -------- | ---------- | ----------------- | --------- |
| 1  | 2014年 4月2日  | 01   | 能登の海鳴り           | 久仁京介   | 西つよし | 南郷達也   | -                 | CRCN-1780 |
| 1  | 2014年 4月2日  | 02   | 逆さ月                 | 久仁京介   | 西つよし | 南郷達也   | -                 | CRCN-1780 |
| 2  | 2015年 2月4日  | 01   | 佐渡のわかれ唄         | 久仁京介   | 西つよし | 南郷達也   | -                 | CRCN-1855 |
| 2  | 2015年 2月4日  | 02   | こずえのトラック野郎   | 久仁京介   | 西つよし | 南郷達也   | -                 | CRCN-1855 |
| 3  | 2015年 10月7日 | 01   | 越前恋おんな           | 久仁京介   | 西つよし | 南郷達也   | -                 | CRCN-1906 |
| 3  | 2015年 10月7日 | 02   | 東京・青森             | 久仁京介   | 西つよし | 南郷達也   | -                 | CRCN-1906 |
| 4  | 2016年 8月3日  | 01   | あかね雲               | 幸村リウ   | 西つよし | 南郷達也   | -                 | CRCN-1980 |
| 4  | 2016年 8月3日  | 02   | あかんたれのバラード   | 夢ユメ子   | 西つよし | 南郷達也   | -                 | CRCN-1980 |
| 5  | 2017年 5月10日 | 01   | おんな三味線ながれ節   | 新條カオル | 西つよし | 丸山雅仁   | 47位              | CRCN-8055 |
| 5  | 2017年 5月10日 | 02   | あんたが命やった       | 紙中礼子   | 西つよし | 竹内弘一   | 47位              | CRCN-8055 |
| 6  | 2018年 3月21日 | 01   | 十六夜月の女恋歌       | 内藤綾子   | 西つよし | 溝淵新一郎 | -                 | CRCN-8131 |
| 6  | 2018年 3月21日 | 02   | こんなふうに           | 内藤綾子   | 西つよし | 溝淵新一郎 | -                 | CRCN-8131 |
| 7  | 2019年 3月27日 | 01   | 涙の鏡                 | 麻こよみ   | 徳久広司 | 椿拓也     | -                 | CRCN-8235 |
| 7  | 2019年 3月27日 | 02   | 孫が生まれる           | 麻こよみ   | 徳久広司 | 椿拓也     | -                 | CRCN-8235 |
| 8  | 2020年 1月8日  | 01   | おんなの仮面           | 伊藤美和   | 椿拓也   | 椿拓也     | 42位              | CRCN-8302 |
| 8  | 2020年 1月8日  | 02   | 想い出モノクローム     | 伊藤美和   | 椿拓也   | 椿拓也     | 42位              | CRCN-8302 |
| 9  | 2020年 11月4日 | 01   | 小手毬草               | 伊藤美和   | 西つよし | 椿拓也     | -                 | CRCN-8365 |
| 9  | 2020年 11月4日 | 02   | 春遠からじ             | 伊藤美和   | 西つよし | 椿拓也     | -                 | CRCN-8365 |
| 10 | 2021年 9月8日  | 01   | 浮世・色恋沙汰         | 内藤綾子   | 西つよし | 萩田光雄   | -                 | CRCN-8426 |
| 10 | 2021年 9月8日  | 02   | こんな女でも           | 内藤綾子   | 西つよし | 萩田光雄   | -                 | CRCN-8426 |
| 11 | 2023年 12月6日 | 01   | 女の燗月夜             | 内藤綾子   | 西つよし | 水谷高志   | -                 | CRCN-8621 |
| 11 | 2023年 12月6日 | 02   | 刹那のタンゴ〜Te amo〜 | 内藤綾子   | 西つよし | 水谷高志   | -                 | CRCN-8621 |

### アルバム
| 発売日        | タイトル                               | 規格品番   |
| ------------- | -------------------------------------- | ---------- |
| 2015年4月8日  | 竹村こずえアルバム〜こずえ節・其の一〜 | CRCN-20400 |
| 2017年5月10日 | 竹村こずえアルバム〜こずえ節・其の二〜 | CRCN-20431 |

- 全曲集…2020年発売。

## 主なテレビ出演
- NHK歌謡コンサート（NHK総合テレビ）
- サブちゃんと歌仲間（BSジャパン） ※不定期
- 新・BS日本のうた（NHK BSプレミアム）
- THEカラオケ★バトル (テレビ東京)